# Adalhelm (Artois)
Adalhelm (lat.: Adelelmus; † 932 in Noyon) war ein Graf von Arras (Artois) und Laienabt von Saint-Vaast in Arras. Er war der Sohn und Nachfolger des Grafen Altmar († 907~923).
Adalhelm wird erstmals 923 als Graf von Arras genannt, als die Normannen unter Ragenold in das Artois eingefallen waren und dort ihr Lager aufschlugen. Im Winter 926 erlitt König Rudolf in der Nähe von Arras eine Niederlage gegen diesen Normannenhaufen.
Adalhelm war mit dem ihm benachbarten Grafen Arnulf I. von Flandern verfeindet, da dieser das Artois für sich beanspruchte. Aus diesem Grund galt er als Verbündeter des mächtigen Grafen Heribert II. von Vermandois, der wiederum der ärgste Rivale des Grafen von Flandern war. Als im Jahr 932 der Bischof von Tournai-Noyon, Aiard, gestorben war, suchte Adalhelm dies zu nutzen, um sich der Herrschaft in Noyon zu bemächtigen. Mit der Unterstützung Graf Heriberts II. ernannte er einen ihm genehmen Kleriker zum neuen Bischof von Noyon, aber das Domkapitel der Stadt hatte mit dem Abt von Corbie, Walbert, bereits einen eigenen Kandidaten gewählt. Als Adalhelm mit seinem Prätendenten in der Stadt einzog kam es zum Kampf mit der Stadtbevölkerung, in dem er in der Kirche von Noyon getötet wurde. Graf Arnulf I. von Flandern nutzte die Gunst der Stunde und bemächtigte sich seinerseits des herrenlos gewordenen Arras, womit das Artois nun für mehrere Generationen mit Flandern verbunden wurde.